# Stefan Uher
Štefan Uher (Prievidza. 4 de julio de 1930 – Bratislava, 29 de marzo de 1993) fue un director de cine checoslovaco, uno de los miembros de la Nueva Ola Checoslovaca.

## Biografía
Nacido en Prievidza, se graduó en la Academia de Cine  televisión de Praga en 1955. Junto a Martin Hollý Jr. y Peter Solan, comienzan a trabajar en los estudios Koliba en Bratislava después de graduarse.
Uher trabajó primero en la división de cortometrajes. Su primera película fue My z deviatej A sobre la vida de unos quinceañeros y su colegio. Sus siguientes largometrajes fue Slnko v sieti y The Organ (1964), fueron reconocidos internacionalmente. Trabajó también con el compositor Ilja Zeljenka en ocho de sus películas.
Su última película She Grazed Horses on Concrete (1982) es recordada con una de las películas eslovacas más famosas del siglo XX. Su film entró en la sección oficial del Festival Internacional de Cine de Moscú donde ganó el Premio de Plata.

## Filmografía

### Películas
- Cesta nad oblaky (1955)
- Bolo raz priatelstvo (1958)
- My z deviatej A (1961)
- The Sun in a Net (1962)
- Organ (1965)
- Panna zázračnica (1966)
- Tri dcéry (1967)
- Génius (1970)
- Keby som mal pusku (1971)
- Dolina (1973)
- Javor a Juliana (1973)
- Veľká noc a veľky den (1974)
- Studené podnebie (1974, TV)
- Keby som mal dievča (1976)
- Zlaté časy (1978) (Great Times)
- Penelopa (1978)
- Kamarátky (1979)
- Moje kone vrané (1980, TV miniserie)
- Kosenie jastrabej luky (1981)
- She Grazed Horses on Concrete (1982)
- Šiesta veta (1986)
- Správca skanzenu (1988)

### Documentales
- Učitelka (1955)
- Stredoeurópský pohár (1955)
- Ludia pod Vihorlatom (1956)
- Tú kráčajú tragédie (1957)
- Niekedy v novembri (1958)
- Lodníci bez mora (1958)
- Poznačení tmou (1959)
- Očami kamery (1959)